# Ioan Andrei Ionescu
Ioan Andrei Ionescu (n. 12 aprilie 1974, București, România) este un actor de film, televiziune și de teatru român. Este actor la Teatrul Național din București.

## Biografie
Ioan Andrei Ionescu a absolvit Universitatea de Teatru și Film  în 2001, la clasa lui Gelu Colceag, urmată de un an de studii aprofundate de actorie la Universitatea Națională de Artă Teatrală și Cinematografică „Ion Luca Caragiale” din București, 2002 – 2003.

## Filmografie

### Filme de cinema
- Binecuvântată fii, închisoare (2002) (ca Ioan Ionescu)
- Vlad (2003) -  Mircea Dracul
- Dracula III: Moștenirea (2005) - Marcus
- 7 secunde (2005) - Marcus
- Lovitură de maestru (Attack Force, 2006)
- Atacul grifonului (Gryphon, 2007)
- Schimb valutar (2008)
- Ultima fotografie (2010)
- Născut pentru răzbunare  (Born to Raise Hell, 2010) - Darius
- Bună, ce faci? (2011) - Marcel, colegul lui Gabriel din orchestră
- Vaca finlandeză (2012)
- 6 gloanțe (2012) - Dr. Sui
- Domnișoara Christina (2013) - doctorul
- Răzbunare în orașul morții (2013)
- Brâncuși din eternitate (2014) - Brâncuși
- Regele Scorpion: Lupta pentru putere (The Scorpion King 4: Quest for Power, 2014) - Gregor (ca Ioan Ionescu)
- Octav (2017) - Tatăl lui Octav[8]
- Fals tratat de mântuire a sufletului (2018) - Sorin Toma [9]
- Cardinalul (2019) - căpitanul
- Scara (2021) - 	Valeriu, regia Vlad Păunescu
- Nunti, botezuri și înmormântări (2022)

### Filme de televiziune
- Cu un pas înainte, serial PRO TV, 2007-2008 - Vlad Brănescu

## Teatru
Teatrul Național din București
- Lord Capulet - Romeo și Julieta după William Shakespeare, regia Yuri Kordonsky, 2018
- Ermolai Alekseevici Lopahin - Livada de vișini de A.P. Cehov, regia David Doiashvili, 2017[10]
- Contele de Gloucester - Regele Lear de William Shakespeare, regia David Doiashvili, 2016[11]
- Funcționarul - Recviem de Matei Vișniec, regia Alexandru Dabija, 2016
- Iorgu - Dumnezeu se îmbracă de la second - hand de Iulian Margu, regia Ion Caramitru, 2014
- El - Anonimul venețian după Giuseppe Berto, proiect coordonat de Ion Caramitru, 2014

- Antonio - Furtuna după William Shakespeare, regia Alexander Morfov]], 2014
- Martin - Nebun din dragoste de Sam Shepard, regia Claudiu Goga, 2013
- Varlam - Omul cu mârțoaga de George Ciprian, regia Anca Bradu, 2011
- George Deever - Toți fiii mei de Arthur Miller, regia Ion Caramitru, 2009[12]
- Kirilin - Un duel după A.P. Cehov, regia Alexandru Dabija, 2009
- Tatăl lui Georgică - Complexul România de Mihaela Michailov, regia Alexandra Badea, 2008
- Petre Boruga - Jocul ielelor de Camil Petrescu, regia Claudiu Goga, 2007
- Securist II - Comedie roșie de Constantin Turturică, regia Alexandru Tocilescu, 2006
- Amos / Mr Celophane - Chicago, musical de Maurine Dallas Watkins, regia Richard Reguant, 2005
- Bogdan - Apus de soare de Barbu Ștefănescu Delavrancea, regia Dan Pița, 2004
- Voicu - Ultima oră de Mihail Sebastian, regia Anca Ovanez Doroșenco, 2003
- Aghiotantul - Legenda ultimului împărat, regia Alice Barb, 2002
- Svistunov - Revizorul de Nicolai Vasilievici Gogol, regia Serghei Cerkasski, 2002
- Ipistatu - Mofturi la Union după I.L. Caragiale, regia Gelu Colceag, 2001
- Oier, Membru al corului - Omul din La Mancha după Miguel Cervantes, regia Ion Cojar, 2001

## Vocea Acasă Gold și Pro Cinema
În anul 2012 la lansarea Acasă Gold a fost unul din vociile de promo al lui alături de Oliver Toderiță. Din anul 2014 este vocea PRO Cinema în locul lui George Vintilă. În anul 2019 actorul Oliver Toderiță a plecat de la Acasă TV (fostul PRO 2) și Acasă Gold (fostul PRO GOLD) la vocea Happy Channel în locul lui Andreas Petrescu. În trecut, Oliver Toderiță a fost vocea postului Acasă TV din anul 1998 încă de la lansarea în București. Doar că a fost vocea Știrilor PRO TV, iar de la lansarea Acasă TV din anul 1998 a fost vocea postului de acum 18 ani. Interviul lui Oliver Toderiță a fost în cadrul emisiunii "O seară perfectă" la PRO TV Chișinău ca fiind el vocea Acasă TV România și Acasă în Moldova.